# 塞切尼浴场站
塞切尼浴场站（匈牙利語：Széchenyi fürdő），为匈牙利布达佩斯地铁1号线的一个车站，位于塞切尼温泉浴场附近。1896年至1973年间，该站为地上车站。1973年，该站改为地下车站。